# كاريل فيسر
كاريل فيسر (بالهولندية: Carel Visser)‏ هو رسام هولندي، ولد في 3 مايو 1928 في بابندريخت في هولندا، وتوفي في 1 مارس 2015 في Le Fousseret ‏ في فرنسا.